# Сумасшедшие люди
«Сумасшедшие люди» — кинофильм.

## Сюжет
Эмори едва не сошёл с ума, разрабатывая последнюю рекламную кампанию. Она получилась слишком скандальна. Подавленный депрессией, он оказывается в психиатрической клинике. Жизнь там оказывается весьма неплохой — он находит сочувствие у врача, заводит друзей, в него влюбляется одна из пациенток. Когда компания зовёт его назад на работу, он не уверен, хочет ли уезжать из больницы.

## В ролях
- Дадли Мур
- Дэрил Ханна
- Билл Смитрович — Брюс